# APK Zrinjski Mostar
Akademski plivački klub Zrinjski Mostar je dio športskog društva Zrinjski Mostar.

## Povijest
Klub je osnovan 2008. godine,a s radom je započeo u drugoj polovici iste godine.
Kroz šestogodišnje postojanje ostvario je zapažene rezultate na sceni bosanskohercegovačkog plivanja.
Kao jedan od tri plivačka kluba u gradu Mostaru, nije se lako probio na scenu.U samim počecima imao je malen broj članova, no s vremenom se broj povećao preko stotinu.

## Bazen
Treninzi Akademskog plivačkog kluba se održavaju u večernjim satima na plivalištu Heliodrom. Plivalište je u sklopu Sveučilišta u Mostaru.

## Vanjske poveznice
https://web.archive.org/web/20100730092753/http://www.apkzrinjski.com/